# Битків
Би́тків — селище, яке входить до складу Пасічнянської територіальної громади Надвірнянського району Івано-Франківської області. Знаходиться за 12 км на захід від залізничної станції Надвірна.
День селища в Биткові відзначають 5 квітня.

## Герб
Щит розділений чотиридільно двома срібними топірцями в косий хрест. Верхня частина —  срібна, центральні —  золоті, нижня — лазурова. У другій частині — зелена ялина, у третій — чорна нафтова вежа, у четвертій — срібне ягня.

## Історія

### Перші згадки таРіч Посполита
Вперше у письмових джерелах згадується у 1390 році як Будково. З часом Будково під впливом латинізації та полонізації змінилося на сучасну назву — Битків.
Село, як на той час, було вже значним поселенням. Подимний реєстр Галицької землі подає, що у 1669 році у Биткові нараховувалося 78 хат. Якщо взяти до уваги, що одна родина складалася з 5–6 осіб, то такій громаді вже  було би під силу збудувати й утримувати церкву. До утворення своєї парафії битківчани, очевидно, належали до пнівської, яка відома ще з 1578 року. На користь припущення, що церква у Биткові існувала вже у XVII столітті, говорить написана довголітнім священиком отцем Володимиром Королем «Історія греко-католицької парафії Биткова», що вміщена в церковній «Книзі священнодійств». Таку книгу в той час зобов'язаний був вести кожен священник.
У XVI–XVII  ст. наш край потерпав від частих татарських набігів, про що розповідають як архівні джерела, так і численні перекази, що збереглися до наших днів. В одному з них зазначається, що на Великій Гидзі стояла «чова» (вежа), яку запалювали, щоб попередити мешканців про небезпеку ворожого нападу. Найбільшою здобиччю для татар були люди, а також вилиті з бронзи два дзвони, які скликали людей на службу по святах.
Під час нападу, пише отець Володимир Король, люди закопали дзвони в землю, щоб вберегти від татар. І так, на жаль, через погодні умови місце загубилося, а тих, хто закопував, убили і забрали в полон татари. 1676 року на Прикарпаття вторглася трьохсоттисячна турецька армія і татарські ординці. Ними було взято тринадцять замків краю, у тому числі і сильно укріплений Галицький старостинський замок. Турки також облягли Пнівський замок і порівняно молоду на той час Станиславівську фортецю, яка була збудована в 1662 році. Не минула лиха доля і знаменитий православний монастир Скит Манявський, який турки зруйнували, а всіх, хто сховався за його мурами, вирізали.
Очевидно, що татари напали в цей час і на Битків, а люди старалися втекти і старанно заховати церковне майно, яке було в місцеві церкві.

### «За Австрії» (1772—1918)
Село розросталося, і в Биткові у 1829 році розпочали зведення нового храму для громади. В той час церква була оплотом віри, надії, любові, а також домом для молитви. Молитви до Бога за те, щоб покращилося життя селян, щоб були здорові діти, худоба.
У 1856 році в Биткові проживало 1299 чоловік, а вже у 1887 році населення села зросло до 1400 мешканців.
При церкві діяла школа, відомості про це є в церковній книзі за 1850 рік, але, на жаль, нам не вдалося знайти відомості про те, хто був першим вчителем і скільки дітей навчалося.
У 1866 році при церкві дітей навчав дяк Стефан Сухостальський. Правдоподібно, що він був дяком у сільській церкві. На утримання школи і платню вчителеві виділялося 87 ринських і 20 крейцерів, а також 72 фіри дров. Дяк Стефан прослужив і провчителював в Биткові до 1874 року.
У 1896 році на пожертви битківчан було закуплено бляху і перекрито дах церкви, а через чотири роки побудовано новий парафіяльний будинок, стайню і стодолу, а також обгороджено церкву парканом зі штахетника. На це витратили 5 тисяч австрійських флоринів, які громада одержала від нафтової фірми за оренду 100 моргів землі для будівництва нафтових «шибів» (веж). З 1899 р. добували нафту і фірма виплачувала громаді частину прибутку, з якої 4 % йшло священику, а ще 4 % — на парафію. Таким чином до Першої світової війни назбиралося 18 тисяч австрійських крон. З початку війни їх забрав австрійський уряд як військову позику. На жаль, так ці гроші і пропали.

### Перша світова війна
Під час Першої світової війни у Галичині проводились активні бойові дії. Не обминули вони й Битків. Вже в перші дні війни багатьох битківчан призвали до австрійського війська. Згодом село опинилося на лінії фронту, за яку слугував гірський потік: з одного боку — окопи російський військ, а з другого — австро-угорських. Мальовничі битківські схили стали свідками жорстоких боїв, кривавих атак, прокльонів і зойків вмираючих вояків. Після закінчення війни останки австрійських і російських воїнів перепоховали в єдиній братській могилі на сільському цвинтарі, де встановили кований («під березу») залізний хрест з написом «Невідомі солдати війни світової».
Після відступу російських військ австрійська влада арештовувала всіх, кого запідозрювала в симпатії до росіян. Багато битківчан було вкинуто до концентраційного табору у Талергофі, що знаходився в піщаній долині біля підніжжя Альп коло м. Грац (сучасна Республіка Австрія), а також до таборів у Терезієнштадті, Гмюнлі, Гнаві. Хочемо зазначити, що до таборів вкидали переважно жителів Галичини та Буковини за симпатію до Російської імперії, так званих москофілів. Багато хто помер в таборах від нестерпних умов утримання, голоду та хвороб.
У ті дні ледве вдалося врятуватися отцю Володимиру Королю, якого запідозрили в москвофільстві. Польські легіоністи, які воювали проти росіян у складі австрійського війська, особливо жорстоко розправлялися з українцями. Зайнявши Битків, вони мали намір повісити отця Володимира Короля біля церкви. Завдяки Божій милості священику вдалося втекти. Розлючені легіоністи пограбували і вщент спалили обійстя дяка Юрія Микицея, якого також вважали москвофілом. Сам господар врятувався втечею. Сусідам ледве вдалося врятувати малолітніх дітей, яких хотіли спалити живцем поляки.
Втікши з Биткова, отець Володимир виїхав до Льовова, де був арештований і вкинутий до тюрми. Врятував його польський єпископ Бильчівський, який заступився за нього. Однак отцю не дали згоди вернутися в Битків і змусили виїхати до Відня, де він жив у своєї дочки Ольги. Тільки 1917 року отець Володимир повернувся до Биткова.
29 липня 1945 року у віці сімдесяти дев'яти літ відійшов у вічність отець Володимир Король, який півстоліття служив битківчанам, самі парафіяни ховали його, бо родина була розкидана його по світі. Він відмовився їхати з Биткова, сказавши: «Я залишаюся  зі своїми парафіянами і розділю з ними їхню долю». Поховали священика в гробниці на подвір'ї  церкви, де вже спочивала його дружина Стефанія, яка померла ще у 1912 році у молодому віці.
Отець Король — другий священник, якого поховали біля церкви. Поряд з ним знаходиться могила отця Михайла Кубійчука, який служив парафії від 1869 до1880 року.

### Польська народна республіка(1918—1939)
У Биткові відкрилися читальні зали «Просвіти» аж у тридцятих роках ХХ століття.
1922 року робітники фірми «Демброва» провели страйк, який закінчився їх перемогою.
1 квітня 1923 р. розпорядженням Ради Міністрів Польщі гміна Битків вилучена з Богородчанського повіту і включена до Надвірнянського.
19 лютого 1934 року був страйк робітників Битківського нафтопромислу. їх революційна боротьба тривала аж до встановлення Радянської влади. її очолювала підпільна організація КПЗУ. Напередодні возз'єднання з Радянською Україною в Биткові було створено революційний комітет та загін Червоної гвардії, які роззброювали польську поліцію, охороняли нафтопромисел. В 1939 році депутатом до Народних Зборів Західної України був обраний робітник М. П. Терпеляк.
На 01.01.1939 р. в Биткові проживало 4600 мешканців: 3020 українців, 1500 поляків (прибули в 1920-х роках на нафтопромисли, проживали в присілку Битьків Колонія), 40 євреїв і 40 німців).

### Друга світова війната УРСР (1939—1941, 1944—1991)
15 квітня 1944 р. відділ УПА з 85 стрільців узяв штурмом влаштоване на фабриці укріплене гніздо радянсько-польської терористичної групи. Під час затяжного бою було вбито близько 100 поляків і 40 більшовиків. Також знищене легкове авто з чотирма радянськими керівниками.
Друга світова принесла битківчанам, як і всьому українському народу, страхіття німецької окупації, насильний вивіз хлопців та дівчат до Німеччини на роботу. Окупанти зняли церковні дзвони, даровані парафіянами своєму храму.
Після повернення радянської влади село було піддане масовим репресіям, облавам військ НКВД, депортації цілих родин до Сибіру за прихильність до ОУН — УПА. Радянська влада намагалась залякати жителів селища різними способами.
Навесні 1946 року була ліквідована Греко-Католицька Церква. Всі парафії відійшли під вплив Московської православної церкви. Але битківчани не хотіли сприймати таких перемін й увесь час вважали себе греко-католиками.
Комуністична влада завжди створювала перепони для релігії. Церква постійно зазнавала обмежень й утисків. Нищилися всі церковні атрибути, каплиці, хрести в селах, які ще в 1848 році були поставлені на честь скасування панщини.
Люди розповідають, що в селі жив Семен Зеленчук, він був хорошим господарем, все мав, худоби багато, поля рясніли різними фруктами і овочами, а в хаті, на жаль, у нього щастя не було, бо помирали діти. Він щиро молився до Господа, замовляв Служби Божі, ходив до ворожок, але все марно. Поховали в його сім'ї вже чотирнадцять немовлят. Тоді хтось порадив йому побудувати на родинному ґрунті капличку і поставити дев'ять хрестів. Так і зробили. Розповідають, що будував капличку незрячий майстер. Бог змилувався і подарував Зеленчуку двох діточок, потомки яких живуть в селищі і понині, і змогли вберегти від радянської влади родинні святині.
У 1947—1951 pp. В. О. Коритан був депутатом Верховної Ради УРСР, В. М. Марич — депутатом Верховної Ради СРСР з 1954 по 1962 рік. В. С. Перев'язко — депутат Верховної Ради СРСР з 1962 року.
Піком ненависті радянської влади до битківчан став 1966 рік, коли партійне керівництво віддало наказ таємно спалити церкву, що сталося 27-28 червня. Люди плакали на наступний день після пожежі, все село було шоковане тим, що сталося. Згодом усе селище брало участь в будівництві, таємно вночі люди працювали до самого ранку, а з ранку йшли на роботу і ввечері знову повертались до відновлення храму.
Люди жертвували на будівництво все, що могли: дерево, дошки, бляху, цвяхи тощо. Знайшлися перші сміливці, які приступили до роботи: Іван Торбяк, Іван Букатюк та старенький дід Федір Андрусяк, а згодом до них приєдналися інші. Трагедія згуртувала битківчан. У прагненні відбудувати свою церкву вони були єдині. До Битків часто приїжджало компартійне керівництво, щоб не допустити відбудови храму. Їм погрожували, але люди не відступали, відповідаючи на погрозити тим, що все село до тюрми не затягнуть.
Освячення відбудованого храму відбулося через два місяці після трагедії 28 серпня — на свято Успіння Пресвятої Богородиці. На свято до Биткова приїхала практично вся Надвірнянщина. Бо це була велика подія, перемога добра над злом.  Протягом 25 років люди ходили і охороняли по черзі храм свій, і ось 1991 року закінчилась ера зла в образі Радянського Союзу. Люди стали вільними і церкву ніхто не займав більше. Добро завжди перемагає. Віра в Бога нас кріпить.  

## Присілок Битківчик
Битківчик розкинувся між двома невеличкими мальовничими гірськими хребтами. Від селища Битків його відділяє річка Розсіч, а також по Битківчику тече річка з тією ж назвою — Битківчик.
У Битківчику знаходиться початкова школа, де навчалося багато односельців.
У Битківчику є чотири магазини, дитяча майданчик, а також газифікований присілок.
Жителі Битківчика, як і мешканці селища Битків, теж мали проблеми з радянською владою через релігійні питання. Радянська влада забороняла встановлювати хрести, каплиці в Битківчику. Довгий час люди боролися за своє право молитися Богові.
У 1994 році мешканці Битківчика задумали збудувати каплицю. Вони хотіли, щоб каплиця була дещо більшою, щоб хоч деколи для старих людей можна б відправляти Службу Божу. Згодом за порадою о. Володимира Чорноокого вирішили збудувати церкву.
Місце для храму вибрали на пагорбі, де колись була садиба Василя Юрчилюка, родину якого комуністична влада ще у 1945 році вивезла до Сибіру. Люди змогли згуртуватися і вже до осені наступного року було закладено фундамент під церкву. Битківчани жертвували на будівництво церкви хто скільки міг, але коштів не вистачало. І тому битківчани звернулися до начальника Надвірнянського управління бурових робіт Миколи Пекарського, а також до начальника підприємства «Нафтосервіскомплект» Миколи Максим'юка, після чого було виділено бетонні блоки під фундамент, тонну цементу, і сто листів оцинкованої бляхи. Допомогли також матеріалами керівники «Надвірнанафтагаз» Микола Білик, Зіновій Костик, начальник Пасічнянського виробництва Долинського газобензинового заводу Михайло Васьків.
У 1998 році в Битківчику було зведено храм Святого Йосафата.
Сьогодні багато битківчан працюють закордоном. Як селище Битків, так і присілок Битківчик живуть у достатку, а також забудовуються ті території, що знаходяться далеко за межами селища. Багато мешканців працюють в Польщі, Португалії, Італії. Англії, Росії, США, Швеції та Іспанії.

## Присілок Битків-Копальня

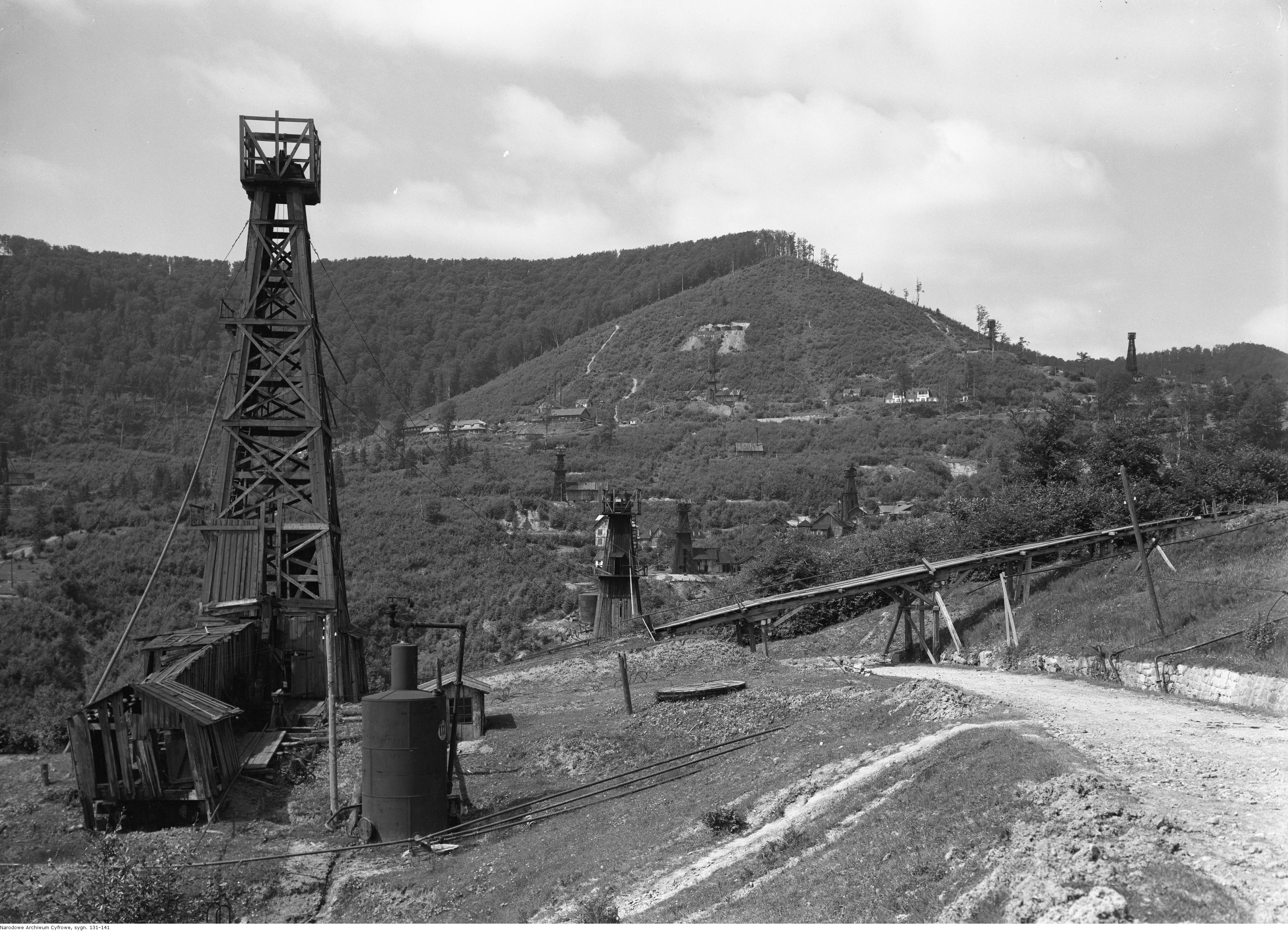
Битків (1933 рік)

Присілок Битків-Копальня розкинувся між горою Клива та горою Бубен. У присілку Битків-Копальня з давніх-давен існував нафтопромисел. Існування нафтопромислу дало старт для розбудови та розвитку селища Битків, а також міста Надвірна.
Підземні скарби однак не принесли добробуту битківчанам з самого початку. Фірми, які бралися за видобуток нафти, спроваджували сюди вже навчених робітників, переважно з Польщі. Місцевих людей залучали до найважчих і найпростіших робіт (підготовка майданчиків під шиби, будівництво доріг і копання траншей під нафтогони). Лише одиницям вдавалося знайти нормальну роботу на копальні, котельні чи в механічній майстерні. У часи економічних спадів робітників-українців фірми звільняли з роботи в першу чергу.
Багато робітників, які приїжджали на нафтопромисел, винаймали житло в місцевих людей, а також в селі Пнів та місті Надвірна. З часом фірми почали будувати житло на місці роботи. Так виникло нове поселення Копальня (тепер вул. Промислова), яке швидко розрослося і було відоме як Битків-Копальня.
У 1924 році для директора фірми «Карпати» спорудили розкішний двоповерховий особняк з шістнадцятьма кімнатами. Неподалік від нього — конюшні, теплиця, город і великий фруктовий сад. Зараз цей будинок використовується як дільнична лікарня.
У 1858 році у Биткові проживав один поляк, напередодні Першої світової війни — уже 277 поляків. Польське населення зросло в середині 20-х років минулого століття, коли почався бурхливий розвиток нафтопромислу. В Копальні проживало 1500 поляків і 40 німців.
З часом на Копальні сформувалася своя інфраструктура, яка і забезпечувала життєдіяльність мешканців.
Також на Копальні була відкрита в 1909 році школа, де навчалося більше 40 дітей.
Більшість мешканців Копальні були римо-католиками. Спочатку вони належали до Солотвинської парафії, оскільки Битків тоді входив до Богородчанського повіту. Мешканцям було незручно добиратися на службу до села Солотвина, і виникла потреба в своєму храмі. У 1923 році на пагорбі над річкою Розсіч було закладено фундамент костелу, проєкт якого, за спогадами Ірени Березовської (проживає в Польщі), виготовив її батько — інженер Стефан Березовський зі своїми колегами Віктором Кульчицьким і Францішеком Ульріхом. Вони і керували спорудженням святині. У 1924 році в Биткові було утворено римо-католицьку парафію, на яку священиком перевели з Делятина отця Титуса Корчика. За допомогою нафтодобувних фірм будову костелу вдалося завершити 23 грудня 1924 року, і тоді ж отець Корчик відправив свою першу Службу Божу. Новий храм присвятили святій Барбарі (у східних слов'ян Варвара).
А вже 12 травня 1937 року в присутності 14 священників єпископ Базяк провів повне освячення храму. Інколи у богослужінні в костелі брав участь і Битківський греко-католицький священник отець Володимир Король.
Протяжні гудки електроварні і механічних майстерень 1 вересня 1939 року сповістили про напад нацистської Німеччини на Польщу. Розпочалась мобілізація чоловіків до Польської армії. У тривозі проминула половина вересня. Про перехід Червоної армії річки Збруч і про її вступ до Західної України битківчани довідалися із радіопередач.
Для мешканців Копальні прихід Червоної армії, а за ним і приїзд відділу НКВС був катастрофою. Енкведисти розпочали «чистку» керівного складу Копальні, а також місцевого населення.
У роки німецької окупації мешканці Копальні пережили вивезення на каторжні роботи до Німеччини, а також розстріли.
Повернувшись, радянська влада збільшила масштаби репресій проти жителів Копальні та Биткова. Масові арешти, вивезення до Сибіру, а також розстріли на місці.
У 1950-х роках постало питання про розширення житлового фонду. На Копальні не було вже місця для розбудови багатоповерхових будинків. Партійне і радянське керівництво ухвалило рішення про спорудження будинків для нафтовиків у місті Надвірна (тепер вул. Руднєва). У 1973 році для керівників нафтопромислового управління звели чотириповерхове приміщення (в народі Контора). Відтоді й почався занепад поселення Битків-Копальня (Битків-Промисел). Зараз поселення практично вимирає. Важко доїхати туди зимою і люди виїжджають звідти в пошуках кращого. В пам'яті битківчан Битків-Копальня залишиться солодкою згадкою про славне минуле селища.

## Сучасність
В околицях Биткова є родовища нафти і природного газу. Газоліновий завод і нафтові промисли давно ліквідовано.
В селищі є Битківський ліцей (директор Тарасюк Ігор Амосович), дві школи I ступеня, міська лікарня зі стаціонарним відділенням і 4 службами: лабораторією, оглядовим і фізіотерапевтичними кабінетами, кабінетом функціональної діагностики, будинок культури, бібліотека. Селище газифіковане, має вуличне освітлення. Староста смт. Битків  — Юрчилюк Олег Васильович.
На території селища зареєстровані три греко-католицькі церкви: «Успіння Пресвятої Діви Марії», «Великомучениці Варвари» — отець Володимир Чорноокий, та «Святого Йосафата», отець Андрій Будзак. Також при церкві «Успіння Пресвятої Діви Марії» діє молодіжна християнська організація «Первоцвіт» (керівник о. Володимир Чорноокий).
2-го травня 2019 року у Биткові створили осередок національної скаутської організації «Пласт». (голова осередку Дмитро Андрусяк). Мета «Пласту» полягає в тому, аби сприяти всебічному, патріотичному вихованню та самовихованню української молоді.
З 22 грудня 2019 Битків включено до складу Пасічнянської ОТГ.

## Відомі люди
- Петро Бенюк — український актор;
- Богдан Бенюк — український актор;
- Тарас Бенюк — український  режисер, сценарист, актор;
- Іоан (Бойчук) (в миру Василь Іванович Бойчук) — єпископ Коломийський і Косівський УПЦ КП;
- Олександр Букатюк — український поет, автор книги «Мадонна Майдану», керівник літературної студії «Бистрінь» імені Нестора Чира;
- Гобдич Микола — український хоровий диригент;
- Роман Максимюк — український футболіст;
- ієромонах Ісайя (Ломпас) — насельник Замкового Свято-Архангельського монастиря м. Луцька, Волинської єпархії УПЦ КП;
- Михайло Максим'юк — історик-краєзнавець;
- Василь Миколайович Томашик  — професор, доктор хімічних наук, учений НАН України.[6]